# Thaumalea intermedia
Thaumalea intermedia är en tvåvingeart som beskrevs av Schmid 1958. Thaumalea intermedia ingår i släktet Thaumalea och familjen mätarmyggor.
Artens utbredningsområde är Nordmakedonien. Inga underarter finns listade i Catalogue of Life.